# Elsk mig i nat (tv-program)
 For alternative betydninger, se Elsk mig i nat. (Se også artikler, som begynder med Elsk mig i nat)
Elsk mig i nat er et tv-baseret sangtalentshow med premiere på Kanal 5 i februar 2008. Dommerne er Nanna Lüders, Kenneth Kreutzmann og Jesper Winge Leisner. 
Programmet blev lavet af produktionsselskabet Blu for Kanal 5. 
Programmet blev bygget op om åbne auditions, med formålet at finde to hovedroller, en mandlig og en kvindelig, til musicalen Elsk mig i nat.
Dommerpanelet bestod af Jesper Winge Leisner, Kenneth Kreutzmann, Nanna Lüders og Jon Stephensen.
Elsk mig i nat  finalen blev sendt d.  1. maj 2008, og vinderne blev 17-årige Marie Busk Nedergaard (der startede i gymnasiet i 2007) og bornholmeren Joakim Tranberg (der blev student godt 2 måneder efter han vandt Elsk mig i nat).  De vandt rollerne som henholdsvis Maja og Billy og spillede med i forestillingerne på Østre Gasværk Teater, Tivolis Koncertsal og Musikhuset Aarhus.
I 2011 blev forestillingen genopsat i Tivolis Koncertsal. Denne gang blev rollen som Maja både spillet af Marie Busk Nedergaard og Julie Lund, der var én af finalisterne i tv-programmet.
Joakim Tranberg er til dags dato den eneste af skuespillerne, der har spillet samtlige forestillinger. Over 200 er det blevet til.
Af lignende programmer kan nævnes BBC's How Do You Solve A Problem Like Maria? (2006), der var en konkurrence om at få den kvindelige hovedrolle i The Sound of Music, Any Dream Will Do (2007), hvor vinderen fik den mandlige hovedrolle i musicalen Joseph and the Amazing Technicolor Dreamcoat og I´d Do Anything (2009), hvor man skulle caste både Oliver og Nancy til musicalen Oliver!. Alle produktionerne blev opsat af Andrew Lloyd Webbers produktionsselskab. Andrew Lloyd Webber sad også selv med i dommerpanelet.